# Тома де Фуа-Лескён
Тома де Фуа-Лескён (фр. Thomas de Foix-Lescun; 1486? — 3 марта 1525, Павия), сеньор де Лескён — французский военачальник, маршал Франции, известный как маршал де Фуа.

## Биография
Младший сын Жана де Фуа, виконта де Лотрека и Вильмюра, и Жанны д'Эди, брат маршала Лотрека, сеньора де Леспара и  графини де Шатобриан. Унаследовал от матери сеньорию Лескён.
Предназначался к церковной карьере, стал именоваться протонотарием де Фуа, в 1504 году был избран епископом Тарба, в том же году получил комменду аббатства Низор и в 1508-м аббатство Эскаладьё, но, не будучи рукоположен, в 1513 году покинул духовное сословие и поступил на военную службу.
В 1515 году принял участие в Миланском походе Франциска I. В следующем году, при отступлении императорских войск из Милана атаковал их арьергард и разбил несколько вражеских подразделений. Лотрек в 1517 году поручил брату большой отряд кавалерии, с которым тот присоединился к папской армии и помог Льву X завоевать Урбинское герцогство.
Был пожалован в рыцари ордена короля. После того как маршал Шатийон занял штатное место умершего Тривульцио, король 6 декабря 1518 назначил Тома де Фуа на освободившуюся пятую должность маршала Франции, до этого бывшую сверхштатной.
Командовавший в Милане в 1521 году в отсутствие своего брата, отчуждал собственность знати и грабил простой народ, настроив жителей против французского режима своей непомерной алчностью. Под предлогом борьбы со взявшимися за оружие миланскими изгнанниками пытался, в нарушение договора, внезапным нападением захватить Реджо, отошедший к римскому папе.
Атакованный со всех сторон и понимавший, что Милан стоит на пороге переворота, Тома де Фуа слал к королю одного гонца за другим и Франциск снова направил в Италию маршала Лотрека. Просперо Колонна с войсками папы и миланскими изгнанниками создал угрозу Парме и Лескён бросился туда с четырьмя сотнями тяжеловооруженных всадников. Колонне пришлось отложить осаду до подхода союзных войск, но затем военные действия возобновились. Лескён упорно оборонялся, дав время Лотреку собрать войска и прийти на помощь, после чего силам коалиции пришлось снять осаду.
Во время переправы через Адду у Кассано Лотрек был неожиданно атакован Просперо Колонной. Лескён, услышавший шум выстрелов, поддержал брата, но после упорного боя маршалы были вынуждены отойти к Милану, оказавшемуся почти беззащитным. Укрепленный пригород был взят союзниками 3 ноября, а оборонявшие его венецианцы покинули позицию.
После падения Милана Лотрек отослал брата, которого считали виновником произошедшего, во Францию, откуда тот вернулся в марте 1522 с новыми войсками и деньгами. Соединившись с Монморанси, Лескён выступил к Новаре, чей замок французы всё ещё удерживали. Новара была взята штурмом, а ее губернатор, более известный своей жестокостью, чем храбростью, был предан смерти.
В битве при Бикокке 27 апреля 1522 маршал де Фуа командовал авангардом, составленным из жандармерии. Швейцарцы неудачно пытались штурмовать замок, пока маршал прикрывал ведший туда каменный мост. Поначалу он смог отбросить и привести в расстройство силы противника, но отступление швейцарцев придало имперцам мужества, и они всеми силами обрушились на Лескёна, которому пришлось увести с моста свои четыре жандармские сотни. В этом деле под Тома де Фуа была убита лошадь, а сам он получил широкую рану на лице.
Новые упреки Лескён получил за то что в июле сдал Просперо Колонне Кремону, не оказав достаточного сопротивления, и в придачу к этому согласился вывести французские гарнизоны из других крепостей. Командовавший в Лекко капитан Коссани отказался подписать эту капитуляцию.
Перед битвой при Павии советовал Франциску снять осаду города и не рисковать сражением со свежими силами имперцев, имея войска, ослабленные выделением крупного отряда и утомленные четырёхмесячной осадой, а также указывая на угрозу со стороны пятитысячного гарнизона города. При этом в самой битве 24 февраля 1525 маршал показал свое мужество, защищая короля от сыпавшихся со всех сторон ударов, пока не рухнул, сраженный пулями в руку и через бедро в нижнюю часть живота. Взятый в плен, он был доставлен в Павию, где через несколько дней умер от ран. Был холост.